# Synagogue d'Arnstadt (1913-1938)

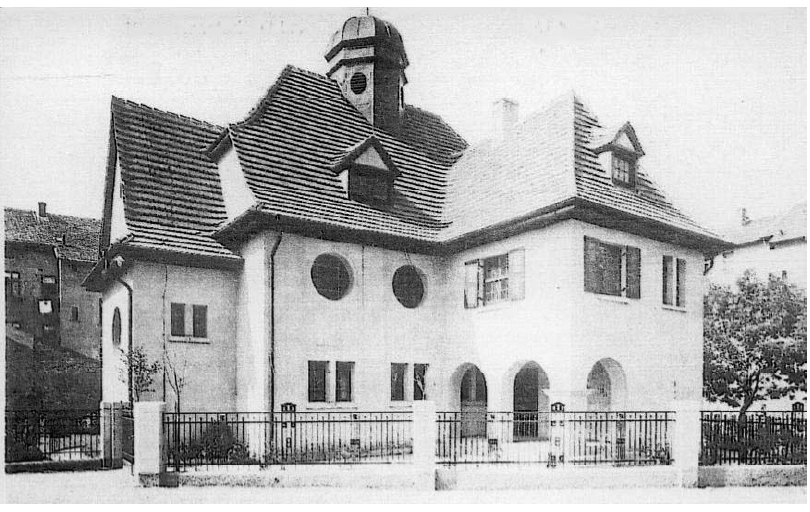
La synagogue d'Arnstadt (1913-1938)

La synagogue d'Arnstadt située au 47 Krappgartenstraße, a été construite en 1913 et comme la majorité des synagogues en Allemagne, elle sera détruite par les nazis en 1938.
Arnstadt est une ville de l'arrondissement d'Ilm, dans l'État libre de Thuringe. Située à moins de 20 km au sud d'Erfurt, elle compte actuellement un peu moins de 25 000 habitants.

## Histoire de la communauté juive

### La communauté au Moyen Âge
Une communauté juive existe à Arnstadt dès le Moyen Âge. La première mention d'habitants juifs date de 1264. Entre le 6 et le 8 août 1264, se déroule une émeute contre les Juifs pendant laquelle cinq habitants juifs sont tués: Joseph et Kascher, fils de Jechiel ben Chakim, David ha-Kohen de Mayence, l'enfant Elieser, fils de Simon le Français, et Gelehrte Schabbetai le lettré, fils de Samuel. La communauté possède une synagogue, mentionnée en 1347 dans un contrat de partage entre le comte Günter XXI et le fils de son frère Henri, ainsi qu'un cimetière situé soit dans la Ichtershäuser Straße soit dans la Erfurter Straße, et mentionné dans des écrits de 1428 et de 1521.
Lors de l'épidémie de peste noire (1348-1349), presque tous les habitants juifs de la ville sont massacrés en février 1349. Les Juifs Cassel et Libonge d'Arnstadt, mentionnés en 1357 à Erfurt, font partie des rares survivants. Dès la fin du XIVe siècle, des Juifs ont dû se réinstaller à Arnstadt. En 1412 est mentionné un Judenberg (mont des Juifs) dans les environs de Holzhausen à l'ouest d'Arnstadt. En 1418, ou peu avant, des Juifs d'Erfurt s'installent à Arnstadt. En 1429, on compte 53 habitants juifs. En 1441, un Juif est appelé par le nom de sa ville d'origine: von Nordhausen. La même année, une partie des Juifs sont expulsés (temporairement ?) de la ville. En 1444, on trouve un Juif originaire de Schmalkalden et en 1445 un Juif du nom de Lehmann. La population juive vit principalement du prêt sur gage.
En 1466, tous les juifs d'Arnstadt sont expulsés.

### LesXVIeetXVIIesiècles
Des Juifs ont vécu temporairement à Arnstadt aux XVIe et XVIIe siècles. En 1526, il y a un habitant juif en ville. En 1681, les Juifs sont de nouveau expulsés, et leurs maisons détruites.

### LeXIXeet leXXesièclejusqu'à l'avènement du nazisme
Ce n'est que depuis le milieu du XIXe siècle, que se reforme une communauté juive. En 1874 une première famille juive, celle d'Abraham Mendel, s'installe en ville. En 1877, on compte 40 habitants juifs. Leur nombre va croitre jusqu'au début du XXe siècle, avant d'amorcer une chute: il y a 65 habitants juifs en 1883, répartis en 15 familles, 104 en 1905; 218 en 1910; puis 137 en 1913; 145 en 1921 et 125 en 1925.
Le 1er janvier 1888 est fondée officiellement la communauté juive d'Arnstadt. La communauté va s'équiper d'une synagogue, d'une école religieuse, d'un Mikvé (bain rituel) et d'un cimetière juif. Les inhumations auront lieu jusqu'en 1912 au cimetière juif de Plaue, distant de seulement 9 km, puis après 1912 dans un cimetière juif à Arnstadt même. Pour les offices, la communauté embauche pour l'école religieuse, un enseignant qui sera en même temps Hazzan (chantre) et Shohet (abatteur rituel). Ce poste est occupé de 1886 à 1908 par Levi Bacharach, et à partir de 1908 jusqu'à son émigration en Palestine avec sa famille en 1939 par Abraham Heilbrunn.
La communauté dispose de plusieurs associations caritatives, dont la Israelitischer Frauenverein (Association des femmes israélites), fondée en 1899, avec en 1932 comme présidente Mme Paula (Ambach), et dont le but est d'aider les personnes dans le besoin.
La communauté dépend du rabbinat d'état de Saxe-Meiningen et en 1913, c'est le rabbin d'état, Leo Fränkel de Meiningen qui inaugurera la nouvelle synagogue.
De nombreuses entreprises sont créées par des familles juives, principalement dans le textile et le négoce de bétail. 
En 1910, la municipalité interdit la Shehita (abattage rituel), pour des raisons apparemment purement administratives. Cela déclenche l'ire des membres orthodoxes de la communauté contre les dirigeants de celle-ci:
« Il est probable que beaucoup de nos lecteurs ignorent que la Shehita [abattage rituel] est interdite dans la ville idyllique d'Arnstadt (Schwarzbourg-Sondershausen). Il ne s'agit pas là d'un acte humanitaire mais plutôt d'une interdiction due à une déclaration tardive de la communauté juive locale. Tous les appels faits par des rabbins et autres personnes remarquables, et même des audiences chez les princes de Schwarzbourg-Sondershausen, n'ont pas réussi à faire annuler la décision prise par les magistrats municipaux locaux, concernant cette mesure profondément restrictive pour la vie religieuse de la communauté [juive] d'Arnstadt. La tiédeur déjà forte d'une grande partie des membres de la communauté pour les questions religieuses, favorisée par la faible influence des responsables du culte, a conduit à l'interdiction de la Shehita et entraîné qu'aujourd'hui, parmi les personnes pratiquante d'Arnstadt, seulement quelques familles ont la possibilité de maintenir un foyer strictement cachère. 
Si l'auteur de ces lignes diffuse largement l'information sur le triste état d'une assez importante communauté, ce n'est que pour recommander telle ou telle type d'orientation afin de les aider à s'en sortir. Peut-être est-il encore possible de réparer l'injustice criante. »
Lors de la Première Guerre mondiale, deux soldats juifs habitant Arnstadt ainsi que trois autres nés à Arnstadt, mais habitant une autre ville, tombent au front.
En 1924, la communauté juive compte 115 membres, sur environ 20 000 habitants, soit 0,6 % du nombre total d'habitants de la ville. Les dirigeants de la communauté sont Mrs Max Ledermann, M. Rosenbaum et M. Friedmann. En 1932, le président est Max Lederman, le vice-président Sally Rosenberg et le secrétaire Max Friedman. Durant l'année scolaire 1931-1932, l'enseignant Abraham Heilbrunn donne des cours à cinq élèves dans l'école religieuse.

### La période nazie
En 1933, lors de l'arrivée au pouvoir des nazis, 121 Juifs vivent à Arnstadt. En raison du boycott économique, de la privation de leurs droits civiques et des représailles, une partie d'entre eux quittent Arnstadt pour s'installer dans des grandes villes allemandes, ou émigrent, principalement aux États-Unis ou en Palestine.
Lors de la nuit de Cristal du 9 au 10 novembre 1938, la synagogue est détruite, et de nombreux magasins et maisons appartenant aux Juifs sont pillées et saccagées. Trente hommes juifs sont arrêtés et emprisonnés dans le sous-sol de l'hôtel de ville où ils sont tabassés. Plusieurs d'entre eux sont envoyés au camp de concentration de Buchenwald, où est assassiné Alfred Gottfeld. Jusqu'en 1940, environ 60 habitants juifs réussissent à émigrer. Au début de 1940, tous les Juifs encore présents à Arnstadt sont regroupés dans quelques Judenhäuser (maisons de Juifs), dont fait partie celle du banquier Siegmund Hirschmann située au 2 Karolinenstraße, avant d'être déportés. À l'été 1944, la communauté juive d'Arnstadt a cessé d'exister.
Le mémorial de Yad Vashem de Jérusalem et le Gedenkbuch - Opfer der Verfolgung der Juden unter der nationalsozialistischen Gewaltherrschaft in Deutschland 1933-1945 (Livre commémoratif – Victimes des persécutions des Juifs sous la dictature nazie en Allemagne 1933-1945) répertorient 64 habitants nés, ou ayant vécu longtemps à Bruchsal parmi les victimes juives du nazisme.
Seuls 12 habitants juifs d'Arnstadt survivront à la déportation et à l'internement dans un camp de concentration ou de déportation.

### Commémoration
Dans le carré juif du cimetière du Parkweg, se trouve un mémorial offert par la communauté juive du Land de Thuringe avec l'inscription: Dem Gedenken der jüdischen Bürger, die Opfer der faschistischen Gewaltherrschaft wurden (À la mémoire des citoyens juifs qui ont été victimes de la tyrannie fasciste).
Dans le nouveau cimetière, a été déposée une pierre tombale symbolique en souvenir de la famille du banquier juif Hirschmann, converti au christianisme. L'inscription indique que le couple Siegmund et Eugenie Hirschmann ont été tués en mars 1943 au camp de concentration de Buchenwald et que leur fils Walter a péri en 1945 au camp d'extermination d'Auschwitz.
Un livre commémoratif en souvenir des habitants juifs d'Arnstadt, a été achevé en 2009.
Depuis 2007, plusieurs dizaines de Stolpersteine (pierres d'achoppement), de l'artiste berlinois Gunter Demnig ont été insérés dans le trottoir en face du dernier domicile connu des victimes du nazisme. Ces plaques indiquent leur nom, leur date de naissance, la date de leur mort ou de leur déportation ou de leur fuite à l'étranger. En mai 2012, 19 pierres ont été déposées, s'ajoutant aux 93 pierres déjà en place,,,.

## Histoire de la synagogue

### Sa construction
D'après un rapport de 1521, il existait une synagogue au Moyen Âge, au 17 Erfurter Straße, à l'arrière de la maison de Bartolomé. Elle devait aussi servir d'habitation à des familles juives.
Dans la seconde moitié du XIXe siècle, entre 1874 et 1877, la première salle de prière est située dans la maison de la famille de Julius Jonas, le premier président de la communauté, située 7 Ritterstraße, maison qui existe toujours. La salle est une grande pièce sympathique, qui abrite déjà trois rouleaux de Torah.
Après 1900, la communauté a le désir constant de bâtir une nouvelle synagogue. Il faudra encore plusieurs années à la communauté pour réunir les fonds nécessaires.
Adolf Mendel achète en 1904 pour 6 300 marks, un terrain d'environ 600 mètres carrés dans la Krappgartenstrasse pour y bâtir une synagogue. Le coût de construction estimé se monte alors à 23 000 marks que la communauté décide de récolter par elle-même. En novembre 1912, la somme est atteinte et la communauté dépose une demande de permis de construire pour une synagogue dans la Krappgartenstrasse. Cette demande est discutée lors de la réunion du conseil municipal tenue le 4 décembre 1912. La Krappgartenstrasse n'étant pas encore lotie, la décision en incombe au conseil municipal.
En même temps que la demande de permis de construire, la communauté juive demande que la municipalité prenne en charge une partie de la construction de la route, en mettant en avant que la communauté juive a, pendant 36 ans, utilisé comme salle de prière, un petit local situé dans la Ritterstrasse, puis en raison de l'augmentation du nombre de ses fidèles a été obligé de louer une autre salle. Pour mettre un terme à cette situation, qu'elle juge intenable, la communauté a acheté en faisant un grand sacrifice financier, sans aide de l'État, ni d'autre aide, un terrain dans le but d'élever sa propre synagogue.
La communauté compte alors 35 ménages imposables et l'ancien taux d'imposition pour la communauté juive était de 50% avec un budget annuel d'environ 2 600 marks. Dans la demande, il est aussi mentionné  que celle-ci concerne la construction d'un lieu de culte à but non lucratif, et que le bâtiment s'inscrira d'une façon harmonieuse dans la rue et dans le paysage urbain du site.
M.. Winckler, le rapporteur de la commission du bâtiment auprès de la municipalité, assure que le nouveau bâtiment fera une très belle impression, bien qu'il ne considère pas l'emplacement choisi comme tout à fait favorable. Il suggère que tous les habitants de la ville, les Juifs, les Catholiques et les dissidents, doivent contribuer aux charges inhérentes. La commission du bâtiment décide alors, par un vote de 3 contre 2 de délivrer le permis de construire et que la moitié des charges de la route, soit 660 marks soit prise en charge par la municipalité. Cette demande est approuvée lors de la séance du 4 décembre par le conseil municipal par 12 voix pour et 10 voix contre.
Les travaux d'excavation pour la construction de la synagogue débutent le 6 février 1913. Les travaux sont réalisés par l'entreprise de bâtiment Gressler de Marlishausen selon les plans de l'architecte Heinrich Martin Schwarz d'Arnstadt.

### Inauguration de la synagogue
Le 15 septembre 1913, la synagogue est achevée et son inauguration a eu lieu le vendredi 26 septembre à 17 h 0 par Fränkel de Meiningen, le rabbin du Land: 
«  Le 26 du mois dernier a eu lieu ici [Arnstadt], la dédicace de la nouvelle synagogue. Pour la cérémonie d'inauguration, se sont réunis à 5 heures de l'après-midi, en face de la porte de la nouvelle maison de Dieu, les membres de la communauté juive ainsi qu'un petit nombre d'invités, dont le Dr Langbein, conseiller d'État privé, représentant Son Altesse Sérénissime le prince régnant, von Blödau, chambellan, conseiller privé représentant le ministre d'État princier, le Dr Bielfeld, bourgmestre, Kiesewetter, conseiller de commerce, représentant les différents collèges de la ville, Rieck, conseiller de commerce, membre du Landtag, le directeur des écoles de la ville, l'architecte Schwarz, l'auteur du projet, et les artisans du bâtiment. Mademoiselle Käthe Rosenbaum a accueilli les invités à la cérémonie avec des vœux poétiques écrits par Mme Ledermann, puis a remis les clefs sur un coussin de soie au bourgmestre Dr Bielfeld et lui a demandé de placer la nouvelle maison de Dieu de la communauté juive sous la protection de la ville. Le bourgmestre déclara alors qu'il le ferait bien volontiers, et qu'il souhaitait seulement que de la synagogue parte une riche bénédiction pour la ville et la municipalité. Puis il remit les clés au président de la communauté juive, Max Lederman. Après que le chambellan conseillé privé von Blödau ait transmis les vœux du gouvernement, M.. Ledermann prit la parole pour remercier chaleureusement tout d'abord Son Altesse Sérénissime le Prince, puis le gouvernement de l'État et celui de la Ville de l'envoi de représentants auxquels il adresse la bienvenue au nom de la communauté juive.

La présence de ces personnes indique de nouveau que pour l'État et la municipalité, il y a une égalité de droits pour chacun indépendamment de sa confession. Le clergé local avait refusé, cependant avec regret, d'assister à la cérémonie d'inauguration, ce que regrette la communauté juive.  Après ces paroles, M. Lederman ouvre la porte de la synagogue, et au son de l'orgue, les membres de la communauté, tenant les rouleaux de Torah pénètrent dans le bâtiment. Puis eurent lieu les formalités d'allumage de la lampe éternelle et de présentation des rouleaux de Torah.
Puis, après qu'eu retenti le psaume 100, le premier prédicateur, le rabbin d'État Fränkel, monta en chaire pour prononcer le sermon: «C'est un jour que Dieu a consacré! Réjouissons-nous et soyez heureux, etc. La communauté juive doit ressentir une grande satisfaction et de la joie, de se trouver dans sa propre maison de Dieu. Un beau travail a été réalisé, qui a été encouragé et béni par la main de Dieu. Que les bénédictions de notre Père céleste apportent la sérénité à cette maison, qu'il bénisse ses enfants, qui sont liés à lui par une sainte alliance et qui devant cet autel font vœu de rester fidèle à la foi de leurs pères. Notre maison de Dieu est un lieu de culte de l'humanité, un ornement de la ville. Elle doit également être un lieu de bénédiction pour la ville, et un lieu où l'on doit en permanence prêcher la justice, la charité et la morale. L'amour de la maison paternelle, et d'une façon plus large, de la patrie seront toujours célébrés ici. »  Après cette impressionnante homélie, Monsieur le rabbin d'État Fränkel dit la prière de consécration et implora la bénédiction de Dieu pour la nouvelle synagogue et ses bienfaiteurs.

Après avoir chanté le psaume 150, le chantre, M. Heilbrunn concluait par une prière pour l'empereur et le souverain, la maison du prince, la patrie, l'État, la ville et la municipalité. La synagogue nouvellement construite à maintenant, en présence des représentants de l'État et des autorités municipales, reçu sa consécration. La participation des autorités à la cérémonie démontre clairement que la communauté juive jouit d'une bonne réputation auprès d'eux. Que cette belle relation puisse désormais perdurer à l'avenir et que les nombreux vœux exprimés pendant  la cérémonie d'inauguration de la maison de Dieu se réalisent.  »
Quelques mois à peine après l'inauguration, pendant l'été 1914, une attaque sérieuse contre la synagogue entraîne la destruction de nombreux magnifiques vitraux.  
« Au cours d'une répétition du chœur, plusieurs coups de feu sont tirés sur la synagogue brisant des fenêtres et projetant des éclats de verre sur les dames qui se trouvaient à proximité. Les autorités n'ont pas encore réussi à trouver les coupables. »

### Destruction de la synagogue
La synagogue d'Arnstadt ne reste que 25 ans le centre de la vie communautaire juive de la ville. Lors de la nuit de Cristal, du 9 au 10 novembre 1938, vers deux heures du matin, des membres de la SA mettent le feu à la synagogue. La communauté juive dut prendre en charge le déblaiement des ruines pour un montant de 2 507,17 marks.
Le 26 octobre 1988, un monument commémoratif est dévoilé à l'emplacement de l'ancienne synagogue, à l'angle de la Krappgarten et de la Bahnhofstraße, en face de l'église de l'Ascension. La pierre où a été gravée une Menorah, chandelier à sept branches, et les contours de la synagogue, porte l'inscription suivante en allemand : 
«  Près de cet endroit, se trouvait la synagogue de la communauté juive d'Arnstadt, consacrée le 27 septembre 1913, Durant la nuit de Cristal du 9 novembre 1938, elle a été détruite par les fascistes. Ne l'oublions jamais. »